# Liste des petits groupes
La liste mathématique suivante décrit les groupes finis (abéliens ou non abéliens) d'ordre inférieur ou égal à 20, à isomorphisme près.
| Ordre                          | 1 | 2 | 3 | 4 | 5 | 6 | 7 | 8 | 9 | 10 | 11 | 12 | 13 | 14 | 15 | 16 | 17 | 18 | 19 | 20 |
| Nombre de groupes abéliens     | 1 | 1 | 1 | 2 | 1 | 1 | 1 | 3 | 2 | 1  | 1  | 2  | 1  | 1  | 1  | 5  | 1  | 2  | 1  | 2  |
| Nombre de groupes non abéliens | 0 | 0 | 0 | 0 | 0 | 1 | 0 | 2 | 0 | 1  | 0  | 3  | 0  | 1  | 0  | 9  | 0  | 3  | 0  | 3  |
| Nombre total de groupes,       | 1 | 1 | 1 | 2 | 1 | 2 | 1 | 5 | 2 | 2  | 1  | 5  | 1  | 2  | 1  | 14 | 1  | 5  | 1  | 5  |

## Terminologie et notations
- Zn : le groupe cyclique d'ordre n (parfois noté Cn, il est isomorphe à  Z/nZ).
- D2n : le groupe diédral d'ordre 2n.
- Sn : le  groupe symétrique de degré n, contenant les  n! permutations de n objets.
- An : le groupe alterné de degré n, contenant les n!/2 permutations paires de n objets.
- Dicn : le groupe dicyclique d'ordre 4n (généralisant les groupes de quaternions Q4n).

La notation G × H désigne le  produit direct des deux  groupes ; Gn désigne le produit direct de   n copies du groupe G. G ⋊ H désigne un  produit semi-direct où H agit sur G ; quand l'action exacte de  H sur G est omise, toutes les actions non triviales conduisent au même groupe produit (à isomorphisme près).
Les groupes simples  d'ordre   n < 60 sont les groupes cycliques Zn, avec n premier. Le signe d'égalité  ("=") désigne l'isomorphisme.
Dans les graphes des cycles, l'élément neutre  est représenté par un cercle noir. Le plus petit groupe que ce graphe ne caractérise pas à isomorphisme près est d'ordre 16. 
La liste des sous-groupes ne mentionne que ceux distincts du groupe trivial et du groupe entier.  Quand il existe plusieurs sous-groupes isomorphes, leur nombre est indiqué entre  parenthèses.

## Petits groupes abéliens
Les groupes abéliens finis ont une classification simple : ils sont cycliques, ou produits directs de groupes cycliques.
| Ordre | Groupe                         | Sous-groupes                               | Propriétés | Graphe des cycles |
| ----- | ------------------------------ | ------------------------------------------ | --- | ----------------- |
| 1     | groupe trivial = Z1 = S1 = A2  | -                                          | de nombreuses propriétés triviales |                   |
| 2     | Z2 = S2 = D2                   | -                                          | simple, plus petit groupe non trivial |                   |
| 3     | Z3 = A3                        | -                                          | simple |                   |
| 4     | Z4                             | Z2                                         | - |                   |
| 4     | groupe de Klein = Z2 × Z2 = D4 | Z2 (3)                                     | plus petit groupe non cyclique |                   |
| 5     | Z5                             | -                                          | simple |                   |
| 6     | Z6 = Z3 × Z2                   | Z3 , Z2                                    | |                   |
| 7     | Z7                             | -                                          | simple |                   |
| 8     | Z8                             | Z4 , Z2                                    | - |                   |
| 8     | Z4 × Z2                        | Z2, Z4 (2), Z2 (3)                         | |                   |
| 8     | Z23                            | Z2 (7) , Z2 (7)                            | les éléments autres que l'identité correspondent aux points du plan de Fano (le plus petit plan projectif fini), les Z2 × Z2 sous-groupes aux droites de ce plan |                   |
| 9     | Z9                             | Z3                                         | |                   |
| 9     | Z32                            | Z3 (4)                                     | |                   |
| 10    | Z10 = Z5 × Z2                  | Z5 , Z2                                    | |                   |
| 11    | Z11                            | -                                          | simple |                   |
| 12    | Z12 = Z4 × Z3                  | Z6 , Z4 , Z3 , Z2                          | |                   |
| 12    | Z6 × Z2 = Z3 × Z2              | Z6 (3), Z3, Z2 (3), Z2                     | |                   |
| 13    | Z13                            | -                                          | simple |                   |
| 14    | Z14 = Z7 × Z2                  | Z7 , Z2                                    | |                   |
| 15    | Z15 = Z5 × Z3                  | Z5 , Z3                                    | |                   |
| 16    | Z16                            | Z8 , Z4 , Z2                               | |                   |
| 16    | Z24                            | Z2 (15) , Z2 (35) , Z23 (15)               | |                   |
| 16    | Z4 × Z2                        | Z2 (7) , Z4 (4) , Z2 (7) , Z23, Z4 ×Z2 (6) | ce groupe a le même graphe des cycles que celui engendré par les matrices de Pauli (mais ne lui est pas isomorphe)                                               |                   |
| 16    | Z8 × Z2                        | Z2 (3) , Z4 (2) , Z2, Z8 (2) , Z4 × Z2     | |                   |
| 16    | Z42                            | Z2 (3), Z4 (6) , Z2, Z4 × Z2 (3)           | |                   |
| 17    | Z17                            | -                                          | simple |                   |

## Petits groupes non abéliens
On ne connaît pas de classification complète des groupes non abéliens. Tout groupe simple non abélien est d'ordre pair (c'est le théorème de Feit-Thompson) ; le plus petit est le groupe  A5, d'ordre 60.
| Ordre | Groupe                                       | Sous-groupes                                       | Propriétés | Graphe des cycles |
| ----- | -------------------------------------------- | -------------------------------------------------- | --- | ----------------- |
| 6     | S3 = D6                                      | Z3 , Z2 (3)                                        | plus petit groupe non abélien, groupe des symétries du triangle équilatéral |                   |
| 8     | D8                                           | Z4, Z2 (2) , Z2 (5)                                | groupe des symétries du carré |                   |
| 8     | groupe des quaternions = Q8 = Dic2           | Z4 (3), Z2                                         | plus petit groupe hamiltonien ; plus petit groupe admettant un groupe quotient non isomorphe à l'un de ses sous-groupes                                                                 |                   |
| 10    | D10                                          | Z5 , Z2 (5)                                        | groupe des symétries du pentagone régulier |                   |
| 12    | D12 = D6 × Z2                                | Z6 , D6 (2) , Z2 (3) , Z3 , Z2 (7)                 | groupe des symétries de l'hexagone régulier |                   |
| 12    | A4                                           | Z2 , Z3 (4) , Z2 (3)                               | plus petit groupe n'admettant pas de sous-groupes de tous les ordres divisant l'ordre du groupe : pas de sous-groupe d'ordre 6 (voir le théorème de Lagrange et les théorèmes de Sylow) |                   |
| 12    | Dic3 = Z3⋊Z4                                 | Z2, Z3, Z4 (3), Z6                                 | |                   |
| 14    | D14                                          | Z7, Z2 (7)                                         | groupe des symétries de l'heptagone régulier |                   |
| 16    | D16                                          | Z8, D8 (2), Z2 (4), Z4, Z2 (9)                     | groupe des symétries de l'octogone régulier |                   |
| 16    | D8 × Z2                                      | D8 (2), Z4 × Z2, Z23 (2), Z2 (11), Z4 (2), Z2 (11) | |                   |
| 16    | groupe de quaternions généralisé Q16 = Dic4  |                                                    | |                   |
| 16    | Q8 × Z2                                      |                                                    | groupe hamiltonien |                   |
| 16    | Le groupe quasidiédral (en) d'ordre 16       |                                                    | |                   |
| 16    | Le groupe modulaire (en) d'ordre 16          |                                                    | |                   |
| 16    | Z4⋊Z4                                        |                                                    | |                   |
| 16    | Le groupe engendré par les matrices de Pauli |                                                    | ce groupe a le même graphe des cycles que le groupe Z4 × Z2, mais ne lui est pas isomorphe                                                                                              |                   |
| 16    | G4,4 = Z2⋊Z4                                 |                                                    | |                   |